# 선태후
선태후(宣太后)는 중국 최초의 태후(太后)이다. 전국 시대 초나라의 공주로 성은 미(芈), 씨는 웅(熊)이며, 진 혜문왕의 후궁이자 진 소양왕의 모후다.
혜문왕 시절 직첩은 팔자(八子)라서 미팔자(芈八子)라고 불리었고, 혜문왕 이후 진 무왕에 이어 아들인 영직이 왕으로 등극하자 선태후로 불리게 됐다.

## 태후가 되다
기원전 325년(혜문왕 13년)에 훗날의 소양왕인 공자 직을 낳았다. 다음해 혜문왕이 죽자 무왕이 보위를 이었으나 자식 없이 4년 만에 서거하자 후계자 분쟁이 발생했다.
당시 공자 직은 연나라에 볼모로 잡혀 있었는데 조 무령왕의 알선으로 조나라를 거쳐 진나라로 급히 돌아올 수 있었다. 신하들의 반대가 있었지만 동생인 위염의 지지를 통해 아들을 왕으로 만들었다. 당시 소양왕이 19살로 아직 성년이 되지 않았기에 미팔자는 스스로 태후의 자리에 오르고 동생들인 위염·미융 등의 보좌를 받으며 섭정을 했다.
기원전 306년(소양왕 원년) 소양왕의 서형인 공자 장이 반란을 일으켰다. 하지만 위염에 의해 반란은 실패했고 반란에 가담한 여러 신하들이 추방됐다. 이 과정에서 공자 장을 지지했던 혜문왕의 정실 혜문후도 쫓겨나게 되었다.

## 의거왕을 죽이다
의거는 동주 시대 징허 북부에서 허타오에 걸친 땅에서 생활하던 이민족이었다. 이민족 중에선 제법 큰 세력을 자랑하여 진나라나 위나라와 각축을 벌였다.
기원전 331년(혜문군 7년) 의거에서 반란이 발생해 진나라가 이에 개입하여 반란을 평정했다. 기원전 327년(혜문군 11년) 의거에 현을 설치했고 의거왕은 진나라의 신하가 되었다. 기원전 319년(혜문왕 6년) 진나라가 의거를 공격해 욱질을 빼앗자 의거는 다음해에 공손연이 조직한 초·한·조·위·연의 합종군에 참여해 진나라를 공격하여 진나라의 영토를 빼앗았다. 기원전 314년(혜문왕 11년) 진나라가 다시 군대를 일으켜 의거를 공격해 25개 성을 빼앗았다.
기원전 306년 소양왕이 즉위하자 의거왕이 축하 사절단을 이끌고 진나라를 찾았다. 이때 선태후는 의거왕과 사통하여 두 명의 자식을 낳았다. 기원전 272년(소양왕 35년) 선태후는 의거왕을 꾀어내 감천궁으로 부른 뒤 의거왕을 죽였다.  다만 진 시황제의 어머니인 조희도 비슷한 일화가 전해지고 선태후의 나이를 고려했을 때 만들어진 이야기란 주장도 있다.
이후 진나라는 즉시 군대를 동원해 의거를 완전히 멸망시키고 그 지역에 농서군·북지군·상군을 설치했다. 또한 장성을 쌓아 이민족의 침입을 막고자 했다.

## 권력의 핵심에서 몰락까지
선태후는 위염·미융 등 네 동생들을 요직에 등용했고 이들은 곧 진나라의 정치를 장악했다. 당시 사람들은 이들을 가리켜 4귀(四貴)라 불렀는데 이들의 권세는 대단하여 조카인 소양왕과 의논도 하지 않은 채 국사를 마음대로 처리했다. 또한 특히 강한 권력을 휘둘렀던 위염과 미융을 선태후와 함께 3귀(三貴)라고도 불렀다.
위나라에서 범수가 망명하자 소양왕은 그를 신하로 삼았다. 범수는 소양왕에게 하·상·주 삼대가 망했던 이유는 군주가 정치를 신하에게 맡겼기 때문이라며 태후와 4귀를 파면하고 권력을 되찾아야 한다고 조언했다.
기원전 265년(소양왕 42년) 소양왕은 선태후를 정치에서 물러나게 하고 4귀를 파면해 관외의 봉지로 추방했다. 이로써 소양왕은 친정을 할 수 있게 되었다.
그해 10월 선태후가 서거하자 지양(芷陽) 수릉에 안장됐다. 생전에 태후는 정부였던 위추부에게 순사(殉死)할 것을 명했으나 대신 용예의 설득으로 이를 철회했다.

## 등장 작품
- 대진제국 종횡(2012년, 중국)
- 미월전(2016년, 중국)
- 소왕(2017년, 중국)

## 가족 관계
- 황제: 진 혜문왕
  - 왕후: 혜문후
    - 적자: 진 무왕 영탕
- 서후: 선태후 (초나라 사람)
  - 서자: 진 소양왕 영직
- 두 번째 남편: 의거왕
  - 아들: 고릉군 영불
  - 아들: 경양군 영회

본가
- 남동생: 양후 위염
- 남동생: 화양군 미융